# 重庆万盛事件
重庆万盛事件（重庆万盛区群体事件）是指2012年4月12日晚发生于重庆市万盛经济技术开发区的群众聚集事件。万盛经开区行政上隶属綦江区，全面工作重庆市政府直管，该事件因发生在原重庆市市委书记薄熙来被调查之际而受到关注。

## 起因
对于此次事件发生的原因，是重庆市政府根据国务院批准将万盛区和綦江县合并为綦江区，而万盛经济技术开发区部分人认为资源会向区府集中，原万盛区的居民生活水准、福利待遇会日益下降，实际执行中也造成部分地区待遇下调的问题，引发群众的不满情绪，最终导致群体事件发生。重庆市政府发言人称，此次聚集事件与“王立军事件”及中共中央立案调查薄熙来严重违纪问题无关，“是一起孤立事件”。

## 事件经过
4月10日，万盛经济技术开发区出现人群聚集；4月11日，聚集人群封堵了綦万高速公路万盛出口，并与警察发生冲突。部分聚集者向维护秩序的执勤警察和武警投掷石块，有12辆警车被砸，4辆警车被烧。11日上午10时许，现场执勤的武警、民警开始对聚集人群进行清场，并施放了催泪弹。事件中有部分警察和民众受伤，没有人员死亡。
有网友声称参加聚集事件的人数多达十余万人，但官方公布的数字为一万人左右。由于参杂多种因素错综复杂，抗议在事件后继续。